# Коссини, Винтилэ
Винтилэ Коссини (рум. Vintilă Cossini; 21 ноября 1913, Констанца, Румыния — 24 июля 2000) — румынский футболист, полузащитник. Выступал за сборную Румынии, участвовал в Чемпионате мира по футболу 1938.

## Карьера
Начал выступления в молодежном клубе «Триколор» из родного города Констанца. В 1931 перешел в его основной состав.

В 1932 году перешел в Рапид из Бухареста, в составе которого провел 163 матча, в которых забил 7 голов. Закончил выступления за клуб в 1941 году.

Дебютировал за национальную сборную 17 июня 1935 года в матче Кубка Балкан против команды Югославии. Последнее выступление за сборную провел 1 июня 1941 года, в товарищеском матче против сборной Германии.

Всего провел за сборную 25 официальных матчей, в которых не забил не одного мяча.